# Хакмадой
Хакмадой (чечен. Хьакъмада) — село в Шаройском районе Чеченской Республики. Административный центр Хакмадойского сельского поселения.

## География
Расположено между речками Хакмадой-ахк и Мельчихи, на правом берегу реки Шароаргун, в 9 км к юго-востоку от районного центра Химой.
Ближайшие населённые пункты и развалины бывших аулов: на северо-западе — заброшенный аул Хиндушты на северо-востоке — сёла Чайры и Химой, на юго-востоке — заброшенный аул Мальчхиче, на востоке — заброшенный аул Етмуткатлы, на юго-западе — заброшенный аул Дукархой, на юге — заброшенный аул Хашелдой, на западе — село Шикарой.

## История
Исследовательница А. Е. Россикова, совершившая путешествие по горной Чечне в 1890-е годы, оставила следующее описание Хакмадоя:

«Против Шароя, на вершине высокой горы, виднелся аул Хакмадой или, вернее, развалины башен; само селение прячется ниже под башнями, разрушенными русскими войсками в минувшую войну. Хакмадоевцы с величайшей настойчивостью и упорством отстаивали свою независимость до последней возможности, до тех пор пока, под залпами русских орудий не развалились их башни, главная защита, тогда разбежались по лесам и, собираясь в бродячие шайки, долго безпокоили и смущали уже замиренное ущелье. Очень многие из хакмадоевцев бежали в Турцию, но некоторые остались, вымолили прощение у русскаго правительства, осели на старом месте и возстановили разоренный аул.

В настоящее время в Хакмадое по официальным данным считается 99 дворов, с населением 600 душ обоего пола. Хакмадоевцы, как и другие обитатели Шаро-Аргунскаго ущелья мирно занимаются земледелием и скотоводством»

## Население
| 2002 | 2010 | 2012 | 2013 | 2014 | 2015 | 2016 |
| ---- | ---- | ---- | ---- | ---- | ---- | ---- |
| 133  | ↗177 | ↗185 | ↘174 | ↘168 | ↗169 | ↘167 |
| 2017 | 2018 | 2019 | 2020 | 2021 | 2023 | 2024 |
| ↗175 | ↗186 | ↗187 | ↘184 | ↘169 | ↘168 | ↗169 |

## Достопримечательности
В селе и в его окрестностях расположены множество объектов материальной культуры. Наиболее примечательными из которых являются — Хакмадойская жилая башня находящееся в западной части огромного мыса, который образуют небольшие речки Хакмадой-ахк и Мельчихи. Башня представляет собой двухэтажную прямоугольную постройку, сложенную из хорошо обработанных камней на известковом растворе. Круша суживается кверху, однако кровля и перекрытия не сохранились. На каменных блоках башни много петроглифов.
Вторая Хакмадойская жилая башня находится в восточной части огромного мыса, который образуют речки Хакмадой-ахк и Мельчихи. Башня представляет собой трехэтажную прямоугольную постройку, сложенную из хорошо обработанных камней на известковом растворе. Она наполовину разрушена, а кровля и перекрытие не сохранились. На башне также имеются петроглифы.